# Hochschul- und Landesbibliothek Fulda
Die Hochschul-, Landes- und Stadtbibliothek Fulda ist eine zentrale Einrichtung der Hochschule Fulda, die ihre Dienstleistungen an zwei Standorten anbietet. Am Standort Campus unterstützt sie vorrangig Studium, Lehre und Forschung der Hochschule, am Standort Heinrich-von-Bibra-Platz erfüllt sie schwerpunktmäßig ihre landesbibliothekarischen Aufgaben und stellt zudem einen umfangreichen stadtbibliothekarischen Bestand zur Verfügung. Sie vereint somit drei klassisch getrennte Bibliothekstypen unter einem Dach.

## Geschichte
Zu dieser Form kam die HLSB Fulda durch die am 1. Januar 2001 erfolgte Integration der bis dahin selbständigen Hessischen Landesbibliothek in die damalige Fachhochschule Fulda sowie durch die Fusion mit der nunmehr auch ehemaligen Fachhochschulbibliothek. Im Zuge einer Kooperation mit der Stadt Fulda übernahm der Standort Heinrich-von-Bibra-Platz die stadtbibliothekarische Funktion der ehemaligen Centralbücherei Fulda, was zuletzt in einen im Oktober 2011 fertig gestellten Anbau für Kinder- und Jugendliteratur mündete. Im August 2013 bezog auch die Bibliothek am Campus einen Neubau.
Beide Standorte haben vor der Fusion ihre Geschichte.

### Hochschulbibliothek

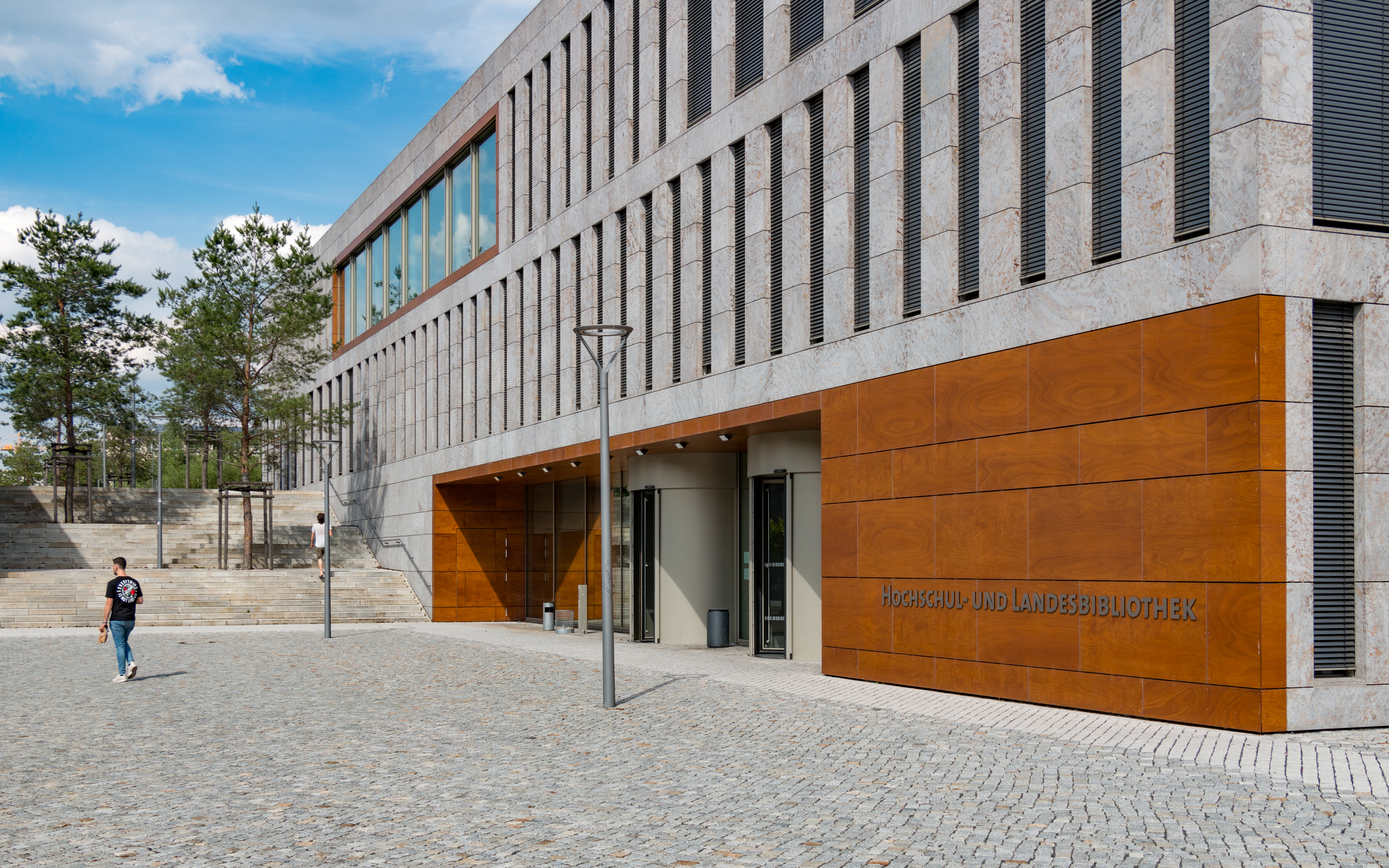
Die Bibliothek auf dem Campus der Hochschule Fulda

Die Fachhochschulbibliothek entstand 1971 mit der Gründung des damaligen Bereichs Fulda der Fachhochschule Gießen. Sie übernahm die seit 1963 aufgebauten Büchersammlungen des später aufgelösten Pädagogischen Fachinstituts Fulda, Teilbestände anderer pädagogischer Fachinstitute und einige umfangreichere Schenkungen. Von 1985 bis 1999 erhielt die Bibliothek Bundesmittel zum Aufbau eines Büchergrundbestands.
Der Bestand umfasst heute über 230.000 Bände, ca. 700 Printzeitschriften sind zurzeit abonniert. Die Erwerbungsentscheidungen, die überwiegend die an der Hochschule Fulda vertretenen Fachbereiche Sozialwesen, Wirtschaft, Angewandte Informatik, Oecotrophologie, Lebensmitteltechnologie, Elektrotechnik und Informationstechnik, Gesundheitswissenschaften, Sozial- und Kulturwissenschaften treffen, sind vom Lehrangebot mit seinen (wechselnden) Schwerpunkten und Ausrichtungen bestimmt. Dem Auftrag der Hochschule entsprechend befindet sich zu einem überwiegenden Teil lehrbuchartige und anwendungsbezogene Fachliteratur im Bestand. Der Bestand steht überwiegend in systematischer Freihandaufstellung, systematisiert nach der Regensburger Verbundklassifikation (RVK) zur Verfügung, davon ca. 30.000 Bände im Präsenzbestand. Um die Buch- und Zeitschriftenbestände sind 316 Benutzerarbeitsplätze angelegt, den Studierenden stehen 11 Einzelarbeitsräume sowie 11 großzügige Gruppenarbeitsräume zur Verfügung. Ein Lesecafé ermöglicht eine Pause mit Blick über die neue Campusmitte.

### Landesbibliothek

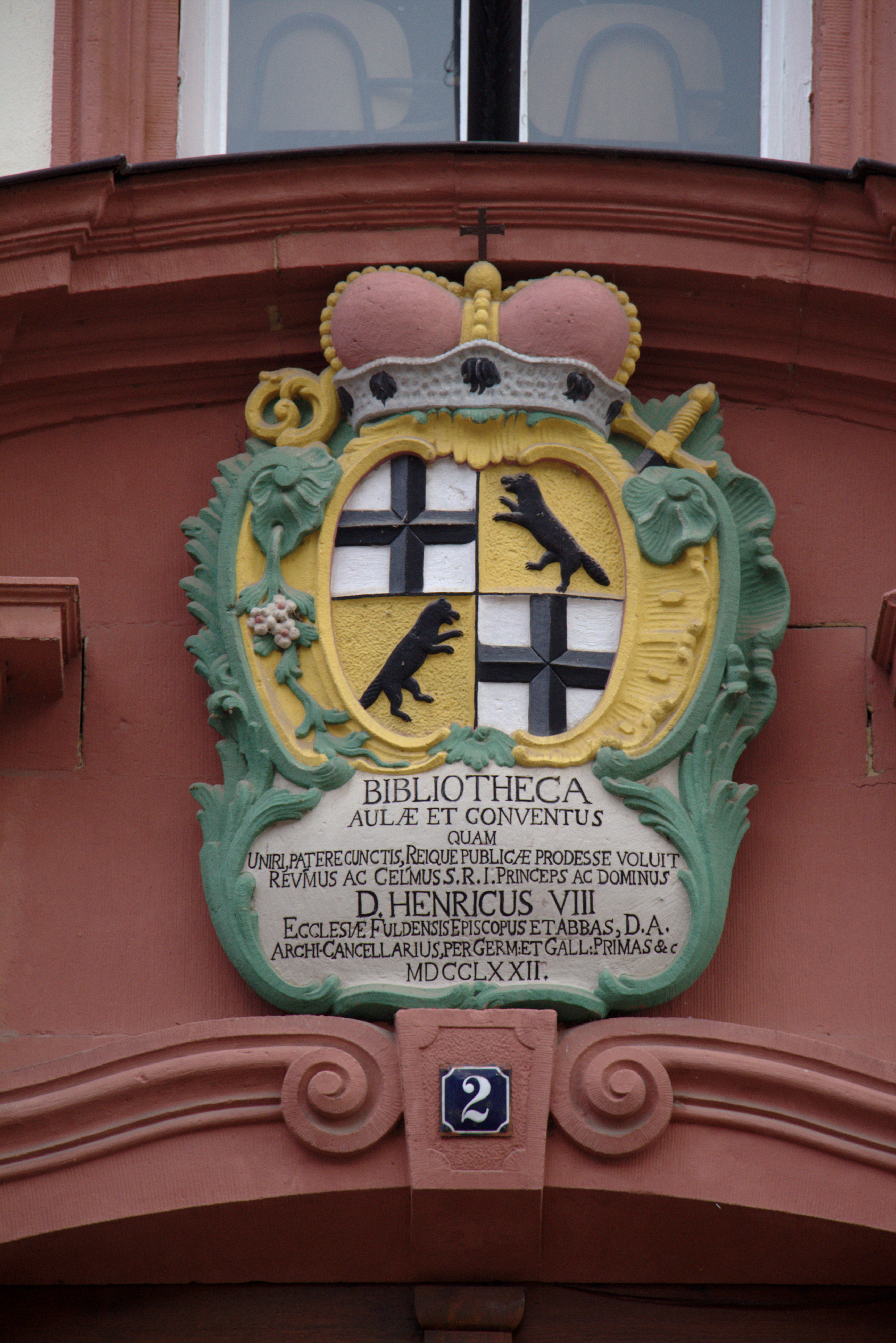
Barocke Gedenkinschrift der Bibliotheksgründung durch Bischof Heinrich VIII. an der Domdechanei

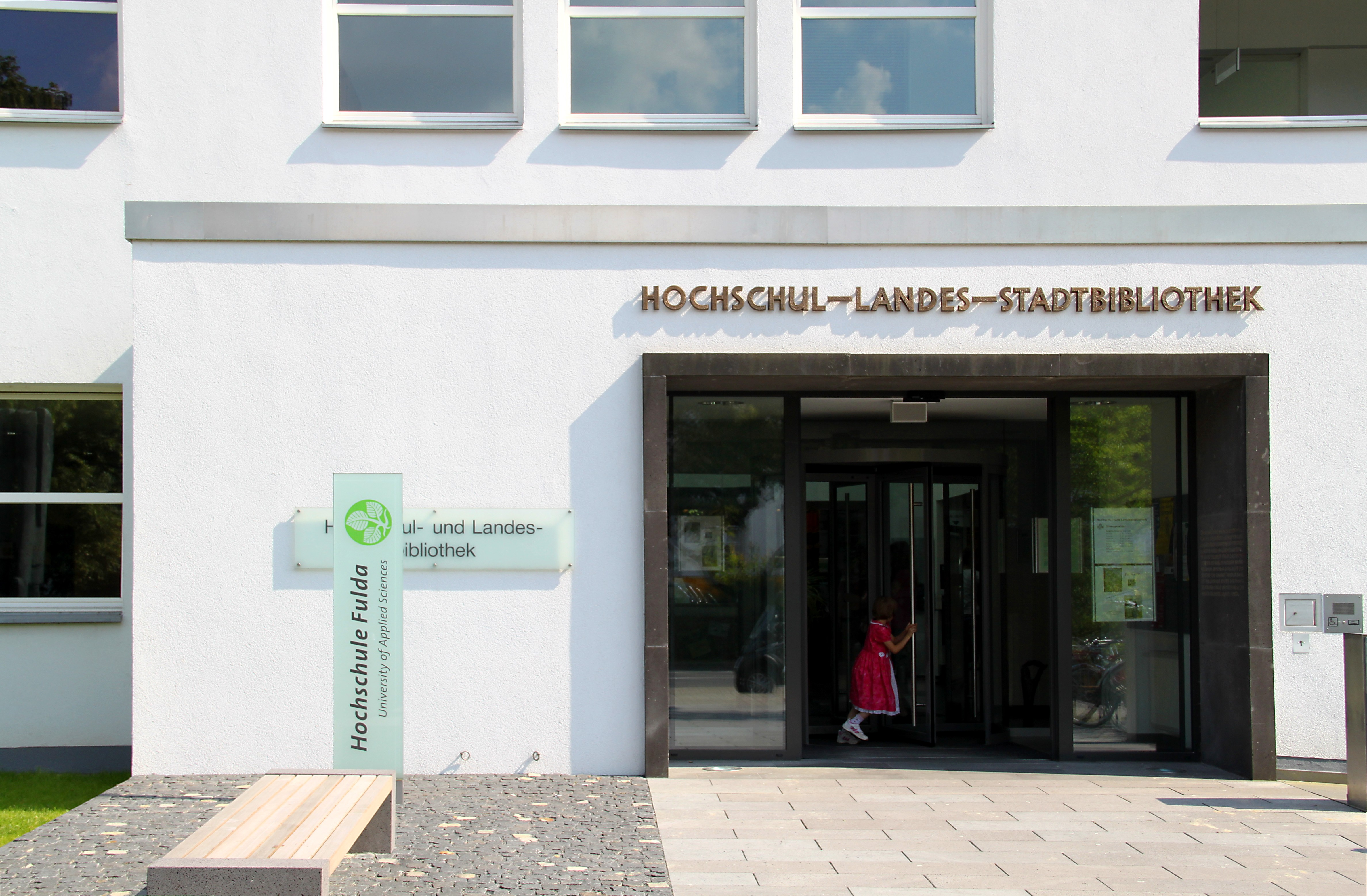
Der Standort Heinrich-von-Bibra-Platz

Die Geschichte der ehemaligen Hessischen Landesbibliothek Fulda als der kleinsten wissenschaftlichen Allgemeinbibliothek in Hessen reicht sehr viel weiter zurück. 1776 gründete Fürstbischof Heinrich von Bibra die Öffentliche Bibliothek mit Beständen, die großenteils nach dem Dreißigjährigen Krieg in der Konventsbibliothek, der Hofbibliothek, Teilen der 1773 aufgehobenen Jesuitenbibliothek und der Bibliothek des Päpstlichen Seminars in Fulda gesammelt worden waren.
Am 5. Mai 1778 öffnete die Bibliothek erstmals ihre Pforten, und so kann im Jahr 2018 auf eine nunmehr 240-jährige Geschichte zurückgeblickt werden. Zu dem Anfangsbestand kamen private Stiftungen, die reiche Sammlung der Pfarrkirche in Hammelburg und nach der Säkularisation von 1802/03 weitere Kirchenbibliotheken aus dem Umland mit Handschriften und Drucken.
Von der einstmals berühmten Fuldaer Klosterbibliothek waren schon zum Zeitpunkt der Bibliotheksgründung kaum noch Bände vorhanden. Sie gingen zum größten Teil während des Dreißigjährigen Krieges verloren. Wichtigen Zugewinn erhielt die Bibliothek durch 1560 Bände aus dem Kloster Weingarten am Bodensee: 1802 wurde der Erbstatthalter von Holland, Wilhelm V. von Nassau-Oranien-Dillenburg, für den Verlust seiner holländischen Herrschaft mit dem Fürstentum Fulda sowie Weingarten und Corvey entschädigt.
Teile der Weingartner Bibliothek wurden nach Fulda überführt, darunter 146 Handschriften des 10. bis 13. Jahrhunderts. Sie bilden zusammen mit den drei bonifatianischen Codices und einem auf Pergament gedruckten Exemplar der Gutenberg-Bibel (Band 1) die Glanzpunkte der Schausammlung der HLSB.

## Bestände
Derzeit hat die HLSB Fulda am Standort Heinrich-von-Bibra-Platz ca. 350.000 Bände in ihrem Bestand, davon 77.000 Bände aus der Zeit vor 1900. Darunter sind 431 Inkunabeln (Drucke vor 1500) und fast 10.000 Bände des 16. und 17. Jahrhunderts. Weitere 130.000 Bände sind überwiegend frei zugänglich im neuen Bibliotheksgebäude auf dem Campus untergebracht. Im historischen Altbestand finden sich 845 Handschriften, ferner Urkunden, über 7500 Musikalien, Karten, Stiche usw. Weiterhin werden ca. 1.670 meist deutschsprachige wissenschaftliche und allgemeinbildende Zeitschriften und zahlreiche Tageszeitungen gehalten.
Ein Glücksfall für die Bibliothek war die Schenkung der Schwank’schen Stiftung von 1886 mit 7.300 z. T. seltenen und alten Drucken, darunter vielen zur Geschichte Fuldas und 224 Handschriften. Sie besitzt zudem die größte Sammlung von Werken des Humanisten Ulrich von Hutten (1488–1523) in Deutschland, wenn nicht gar weltweit. Zusammen mit einer beträchtlichen Anzahl von frühen Ausgaben der Werke Luthers und anderer Reformatoren stellen diese Drucke, Handschriften und Bildnisse einen nicht zu vernachlässigenden Fundus wichtiger geistesgeschichtlicher Quellen dar.

## Hutten-Sammlung
Bei der „Hutten-Sammlung“ der Hochschul-, Landes- und Stadtbibliothek Fulda handelt es sich wohl um den umfangreichsten Bibliotheksbestand in Deutschland an Werken von und über Ulrich von Hutten. Der Reichsritter Ulrich von Hutten, bekannter deutscher Humanist und Publizist, wurde auf Burg Steckelberg bei Schlüchtern (nahe Fulda) geboren und bis 1505 in der Klosterschule Fulda erzogen. So lag es für die ehemalige Hessische Landesbibliothek Fulda nahe, eine Sondersammlung mit Werken von und über Ulrich von Hutten anzulegen. Diese Sammlung ist gesondert katalogisiert und aufgestellt. Die Bestände der Sammlung sind nicht ausleihbar, können aber zur Nutzung in den Lesesaal bestellt werden. Den Grundstock dieser „Hutten-Sammlung“ bildet eine 1959 erworbene Privatsammlung, zu der sehr viele Erstdrucke aus dem 16. Jahrhundert zählen. Diese sogenannte „Steinfeldsche Sammlung“ umfasste 88 Drucke Huttens und der „Epistolae obscurorum virorum“ („Dunkelmännerbriefe“) des 16. Jahrhunderts, 30 Porträtstiche aus dem 16. bis 19. Jahrhundert und ca. 200 Bände Hutten-Literatur.
1988 bildete die Fuldaer Hutten-Sammlung das Kernstück der vielbesuchten und international erfolgreichen Ausstellung in Schlüchtern zu Ehren der 500. Wiederkehr des Geburtstages des Humanisten. Der Ausstellungskatalog zu dieser Jubiläumsausstellung gibt mit über 30 Beiträgen den damaligen Stand der Huttenforschung wieder. Gleichzeitig erstellte der damalige Bibliotheksdirektor Artur Brall ein Bestandsverzeichnis der „Huttenica“ der Landesbibliothek Fulda. Vorgestellt werden hierin die bis zum Erscheinen des Bestandsverzeichnisses (1988) in der Landesbibliothek Fulda gesammelten und vorhandenen Bestände. Ausgewiesen sind in neun Gruppen Verzeichnisse von Huttens Werken in Ausgaben des 16. Jahrhunderts bis hin zur Gegenwart, Handschriften als Briefe, Urkunden und Akten, nicht zuletzt in einer umfassenden Darstellung die Bildnisse von Hutten und Zeitgenossen als Einzelblätter.
Im Laufe der Jahre konnte die Sammlung erweitert werden, zuletzt im Jahr 2002 um 32 Huttendrucke des 16. Jahrhunderts, erworben aus einer privaten Adelsbibliothek. Der Erwerb dieser neuen Huttendrucke bedeutet einen großen Gewinn für die Huttenforschung, für die Erforschung der Humanismus- und der Reformationsgeschichte sowie für die Erforschung der Buchgeschichte in Deutschland. Heute verfügt die Bibliothek in Fulda – was den Besitz von Originalen aus dem Bereich der Hutten-Drucke des 16. Jahrhunderts angeht – über die drittgrößte Sammlung in der ganzen Welt. Lediglich die Universität Straßburg, in deren Besitz die Hutten-Bibliothek des Juristen und Philologen Eduard Böcking (1802–1870), des Herausgebers der auch heute noch maßgeblichen wissenschaftlichen Hutten-Gesamtausgabe, überging, und die Bibliothek des Britischen Museums besitzen weltweit mehr Huttenica.
Im Jahr 2005 umfasst die Huttensammlung (ohne die Huttenhandschriften) 641 Titel.
Die auf Vollständigkeit angelegte Sammlung der HLSB Fulda wird im Rahmen der finanziellen Möglichkeiten laufend ergänzt. Sie konzentriert sich auf Huttens Schriften, die Darstellungen von Leben und Werk sowie die Zeugnisse und Darstellungen seines Nachwirkens. Das historische Umfeld wird nur berücksichtigt, sofern ein erkennbarer Bezug zu Hutten besteht.

## Struktur und Aufgaben
In die Bibliothek auf dem Campus ist als Sonderabteilung das 1995 eröffnete Spezialisierte Europäische Dokumentationszentrum integriert, das aufgrund einer Übereinkunft mit der Europäischen Kommission amtliche Druckschriften der Europäischen Union bereithält. Des Weiteren sind in Kooperation mit dem Fachbereich Sozial- und Kulturwissenschaften drei Archive in die HLSB gekommen: die Wissenschaftliche Sammlung Rhön (WSR), das Peter-Kühne-Archiv (PKA) sowie das Archiv der Forschungsgesellschaft Flucht und Migration e. V. (FFM). Zur Unterstützung ihrer Aufgaben setzt die Bibliothek die Datenverarbeitung ein: Mitwirkung im Hessischen Bibliotheks-Informationssystem (HEBIS-PICA, zur Zeit Erwerbung, Katalogisierung, Online-Katalog, Ausleihverbuchung, Fernleihe, kooperative Sacherschließung).
Zu den landesbibliothekarischen Aufgaben gehört die Versorgung der Bewohner der Region Osthessen, traditionsgemäß auch mittelhessischer sowie seit dem Wegfall der innerdeutschen Grenze auch westthüringischer Gebiete, mit Literatur. Sie besitzt das Pflichtexemplarrecht für den Landkreis Fulda, d. h. alle Verlage müssen der HLSB ein Exemplar der bei ihnen erschienenen Werke kostenlos zur Verfügung stellen. Darüber hinaus sind Bücher und Schriften über die Region Fulda weitgehend vollständig vorhanden. Werke über Hessen allgemein werden ebenfalls gesammelt. Zu allen gängigen Wissensgebieten sind grundlegende Werke vorhanden.
Die HLSB Fulda ist Depotbibliothek für den Fuldaer Geschichtsverein und den Verein für Naturkunde in Osthessen, d. h. die beiden Vereine haben ihre Bestände zur Aufbewahrung und Nutzbarmachung übergeben. Auf diese Weise sind hier in Fulda beachtliche Spezialsammlungen zur Landes- und Naturkunde zusammengekommen und können in der HLSB eingesehen und ausgeliehen werden. Eine weitere Aufgabe ist ihre Mitarbeit an der jährlich erscheinenden Hessischen Bibliographie, einem laufenden Verzeichnis aller über Hessen erscheinenden Titel. Zu diesem Zweck werden alle Bücher und Zeitschriftenaufsätze mit Hessenbezug, die im Pflichtexemplargebiet der HLSB erscheinen, erfasst und an die Zentralredaktion in Frankfurt am Main gemeldet. Die Hessische Bibliographie kann an der Hochschule Fulda eingesehen werden. Mittlerweile sind alle bibliographischen Daten der hessischen Bibliographie online zugänglich.